# 壶流河水库
壶流河水库是中国河北省张家口市蔚县境内的一座水库，位于永定河系壶流河上，建于1973年。水库正常库容为3570万立方米，集雨面积为1717平方千米，海拔为919米。